# Eodalis lepidus
Eodalis lepidus là một loài bọ cánh cứng trong họ Cerambycidae.